# Public Image Ltd

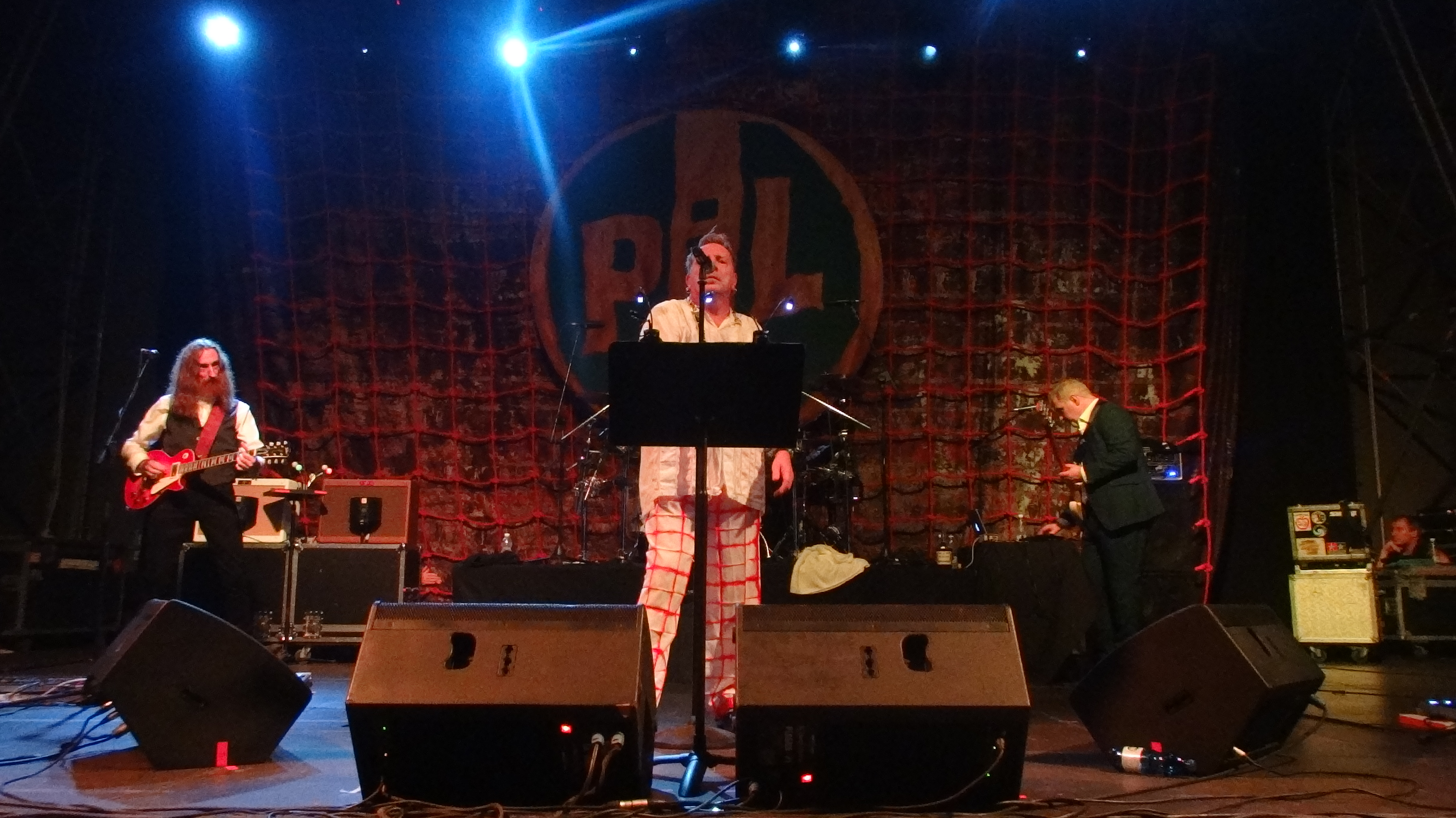
Public Image Ltd live 2013.

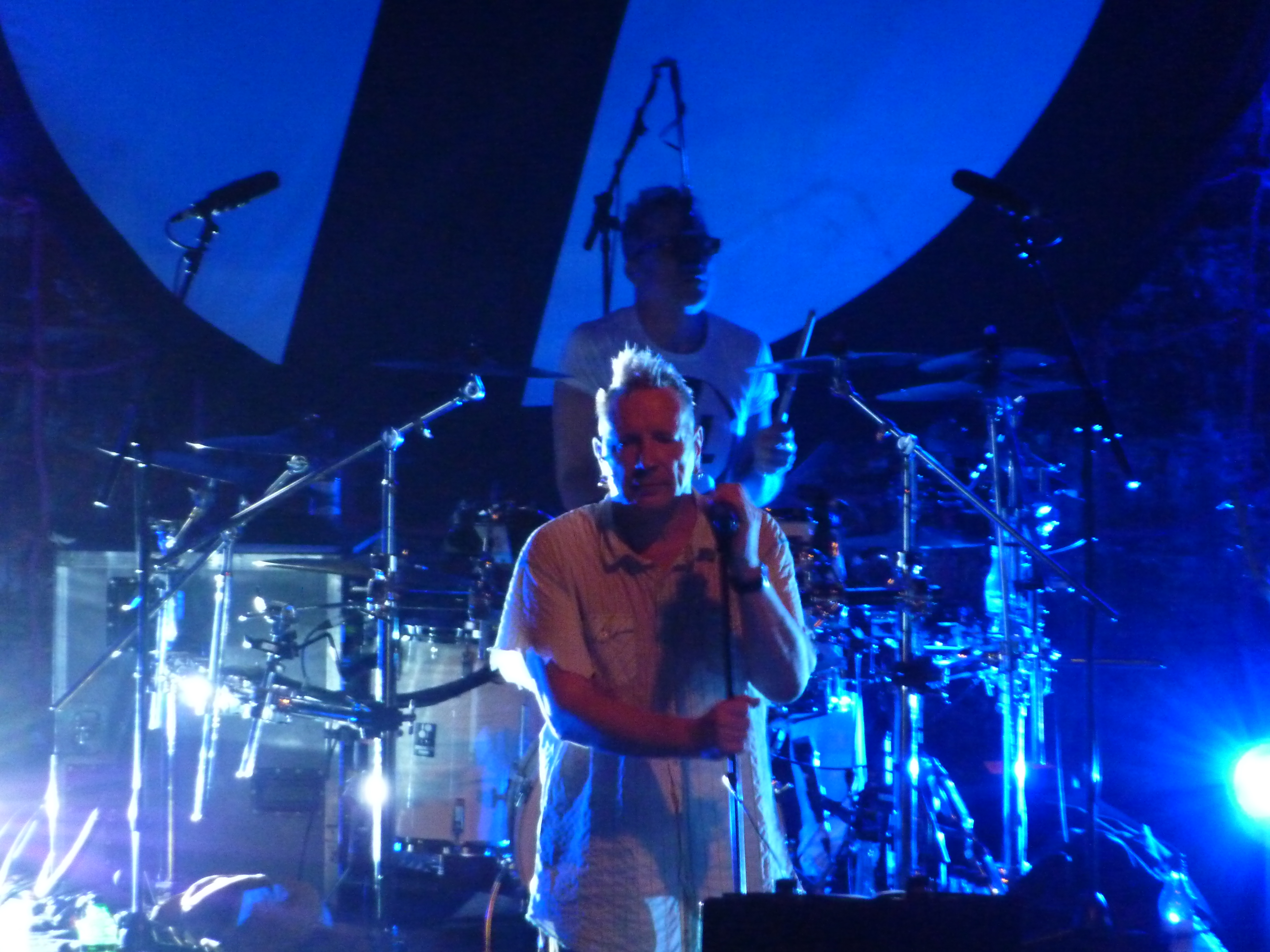
John Lydon och PiL 2012 i Manchester.

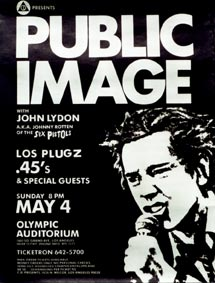
PR poster 1980.

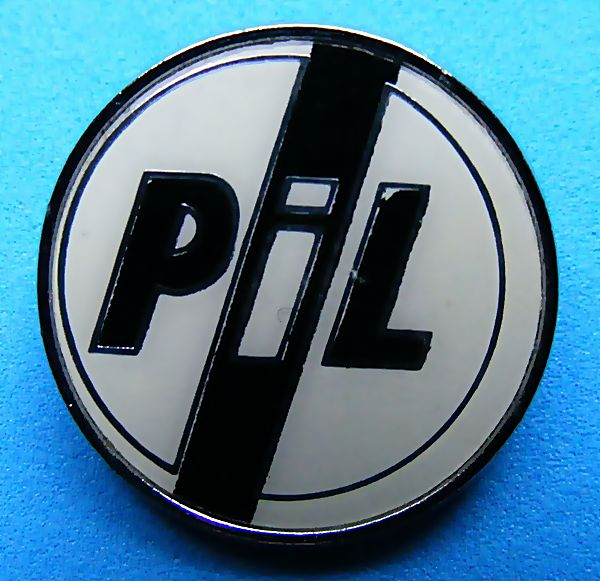
PIL logoknapp.

Public Image Ltd, förkortat PiL, är ett postpunkband från England. John Lydon (även känd som Johnny Rotten) startade bandet sedan han lämnade Sex Pistols, tillsammans med bland annat Keith Levene, som har spelat med tidiga The Clash och Sid Vicious. Bandet har haft en rad medlemmar med Lydon som den enda fasta medlemmen. Bandet splittrades 1993.
Bandet återförenades 2009 och besökte den svenska festivalen Putte i parken 2010.

## Medlemmar
Nuvarande medlemmar
- John Lydon – sång (1978–1992, 2009–)
- Bruce Smith – trummor, bakgrundssång (1986–1990, 2009–)
- Lu Edmonds – gitarr, saz, banjo, keyboard, bakgrundssång (1986–1988, 2009–)
- Scott Firth – basgitarr, keyboard, bakgrundssång (2009–)

Tidigare medlemmar
- Keith Levene – gitarr, keyboard (1978–1983)
- Jah Wobble – basgitarr (1978–1980)
- Jim Walker – trummor (1978)
- Vivian Jackson – trummor (1979)
- David Humphrey – trummor (februari 1979)
- Richard Dudanski – trummor (april–september 1979)
- Karl Burns – trummor (september 1979)
- Martin Atkins – trummor (1979–1980, 1982–1985)
- Steve New – gitarr (1980; död 2010)
- Ken Lockie – keyboard (1982)
- Pete Jones – basgitarr (1982–1983)
- John McGeoch – gitarr (1986–1992; död 2004)
- Allan Dias – basgitarr (1986–1992)

## Diskografi

### Studioalbum
- 1978 – Public Image: First Issue
- 1979 – Metal Box
- 1981 – Flowers of Romance
- 1984 – This Is What You Want... This Is What You Get
- 1986 – Album
- 1987 – Happy?
- 1989 – 9
- 1992 – That What Is Not
- 2012 – This Is PiL
- 2015 – What the World Needs Now...
- 2023 – End of World

### Livealbum
- 1980 – Paris au Printemps
- 1983 – Live in Tokyo
- 2011 – Live at the Isle of Wight Festival 2011
- 2012 – Live at Rockpalast

### Samlingsalbum
- 1990 – The Greatest Hits, So Far
- 1999 – Plastic Box
- 2003 – Public Image: First Issue/Second Edition
- 2010 – ALiFE 2009
- 2013 – Gold

### Singlar
(Singlar som placerat sig inom topp 100 på UK Singles Chart)
- "Public Image" (1978) (#9)
- "Death Disco" (1979) (#20)
- "Memories" (1979) (#60)
- "Flowers of Romance" (1981) (#24)
- "This Is Not a Love Song" (1983) (#5)
- "Bad Life" (1984) (#71)
- "Rise" (1986) (#11)
- "Home" (1986) (#75)
- "Seattle" (1987) (#47)
- "The Body" (1987) (#100)
- "Disappointed" (1989) (#38)
- "Warrior" (1989) (#89)
- "Don't Ask Me" (1990) (#22)
- "Cruel" (1992) (#49)